# Église Sainte-Marie de Bourg-des-Maisons
L'église Sainte-Marie-et-Saint-Barthélémy est une église catholique située à Bourg-des-Maisons, en France.

## Localisation
L'église est située dans le département français de la Dordogne, sur la commune de Bourg-des-Maisons.

## Historique
L'église est citée en 1143 comme dépendance de l'abbaye bénédictine de Sarlat. Elle est donnée en 1169 à l'abbaye de Saint-Cybard d'Angoulême par Jean d'Asside, évêque de Périgueux. Elle dépend alors du prieuré de Cercles et citée comme Ecclesia Sancta-Mariae de Maisos. En 1468, elle est citée sous le nom du Ecclesia S. Bartholomoei de Bourg de Maisons dans une charte du cartulaire de l'abbaye Saint-Cybard.
C'est probablement au cours de la guerre de Cent Ans qu'une chambre de défense a été aménagée au-dessus des voûtes de l'église.
Le clocher est détruit par la foudre en 1897 et aussitôt reconstruit.

## Description
L'église a un plan rectangulaire. Elle est à nef unique. Le nef comprend deux travées qui sont voûtées par deux coupoles sur pendentif reposant sur des piliers massifs et dont la première a été refaite au XIXe siècle. La nef est suivie d'un chœur carré voûté en berceau brisé.

## Peintures murales
Certaines peintures murales encore visibles en 1990 ont disparu.
Des peintures murales ont été réalisées à différentes époques. Le saint Christophe du mur nord de la seconde travée de la nef et les peintures du chevet doivent dater du XIIIe siècle ou XIVe siècle. Les peintures disparues, les évangélistes de la voûte, la sainte Marguerite et le Christ au Mont des Oliviers sont du XVIIe siècle.

## Protection
L'édifice est classé au titre des monuments historiques en 1913,.